# Achterzetsel
Het achterzetsel of de postpositie  is een woordsoort. Het betreft een functiewoord dat op dezelfde wijze als een voorzetsel een relatie uitdrukt, maar in tegenstelling tot een voorzetsel niet vóór maar achter het woord of zinsdeel wordt geplaatst waarop het betrekking heeft.
In het Nederlands worden woorden als af ('de trap af') en geleden ('twee weken geleden') doorgaans als bijwoorden opgevat, hoewel ze ook als achterzetsels beschouwd zouden kunnen worden.
In andere talen zijn achterzetsels veel algemener: sommige talen, zoals het Hongaars en het Hindi, hebben zelfs geen voorzetsels maar achterzetsels (in het Hongaars naast de achtervoegsesl). 

## Hindi
Voorbeeld: De jongen is in de kamer wordt: larke kamre men hai. Letterlijk is dit „De jongen kamer in is”. In deze zin is men dus het achterzetsel dat „in” betekent en na het Hindi-woord voor kamer staat. In het Hindi leiden achterzetsels overigens tot het plaatsen in de obliquus van het woord of de woordgroep waar ze betrekking op hebben. In dit geval verandert kamra daardoor in kamre.

## Hongaars
Het Hongaars heeft geen voorzetsels, maar achterzetsels (a fiú a ház mögött van - „de jongen is achter het huis”) en achtervoegsels (a fiú a szobában van - „de jongen is in de kamer”).
De achterzetsels (en ook de achtervoegsels) kunnen weer zelfstandig worden gebruikt als ze worden voorzien van bezitsaanduidingen (a fiú mögöttem van - „de jongen is achter mij”).
achterzetsel · bijwoord · ideofoon · lidwoord · naamwoord (bijvoeglijk · eigennaam · zelfstandig) · telwoord (hoofdtelwoord · rangtelwoord · telbijwoord) · tussenwerpsel · voegwoord · voornaamwoord (aanwijzend · betrekkelijk · bezittelijk · onbepaald · persoonlijk · temporeel · uitroepend · vragend · wederkerend · wederkerig) · voorzetsel · werkwoord